# Wilhelm von Mandelée (Scandaleon)
Wilhelm von Mandelée oder Wilhelm von Scandaleon (frz. Guillaume de la Mandelée; † vor 1280) war durch Ehe Herr von Scandaleon im Königreich Jerusalem.
Er war der Sohn des Jakob von Mandelée aus dessen erster Ehe, ein Enkel des normannischen Kreuzfahrers Wilhelm von Mandelée und ein Urenkel des Grafen Joscelin III. von Edessa.
Vor 1263 heiratete er Agnes, die Tochter und Erbin des Peter, Herr von Scandaleon. Aus ihrem Recht wurde er Herr über die Burg und Herrschaft Scandaleon, südlich von Tyrus.
Mit Agnes von Scandaleon hatte er vier Kinder:
- Joscelin von Mandelée
- Guido von Mandelée, Deutschordensritter
- Peter von Mandelée, Deutschordensritter
- Alice von Mandelée, ⚭ I) Wilhelm Barlais, ⚭ II) Agne von Bethsan (Haus Béthune)

Nach seinem Tod verkaufte seine Witwe im April 1280 die Herrschaft Scandaleon an den Deutschen Orden, dem zwei seiner Söhne als Ordensritter beitraten.